# Majer Botkowski
Majer Botkowski foi um arquiteto nascido em 1925, na cidade de Varsóvia, capital e maior cidade da Polónia.

## História
Majer emigrou para o Brasil em meados de 1927, quando tinha apenas 2 anos. Foi um dos primeiros arquitetos formados na Universidade Presbiteriana Mackenzie.
Projetou obras como o Edifício Buenos Aires, a Sede Social do Clube Hebraica e o Edifício Andraus, que foi palco de um incêndio em Fevereiro de 1972. Sua ideia de colocar um heliponto no topo do edifício foi fundamental para o resgate de centenas de pessoas. O incêndio provocou 16 mortes e 372 feridos.